# مسجد جامع طرسوس
مسجد جامع طرسوس (ترکی استانبولی: Tarsus Ulu Cami) مسجدی در طرسوس در استان مرسین ترکیه است.

## جغرافیا
این مسجد در مرکز طرسوس در محله جامع نور (Camii Nur) قرار دارد. این مسجد بزرگ‌ترین مسجد طرسوس است. این نزدیک به کلیسای سنت پل است که تنها حدود ۱۸۰ متر (۵۹۰ فوت) فاصله مستقیم دارد.

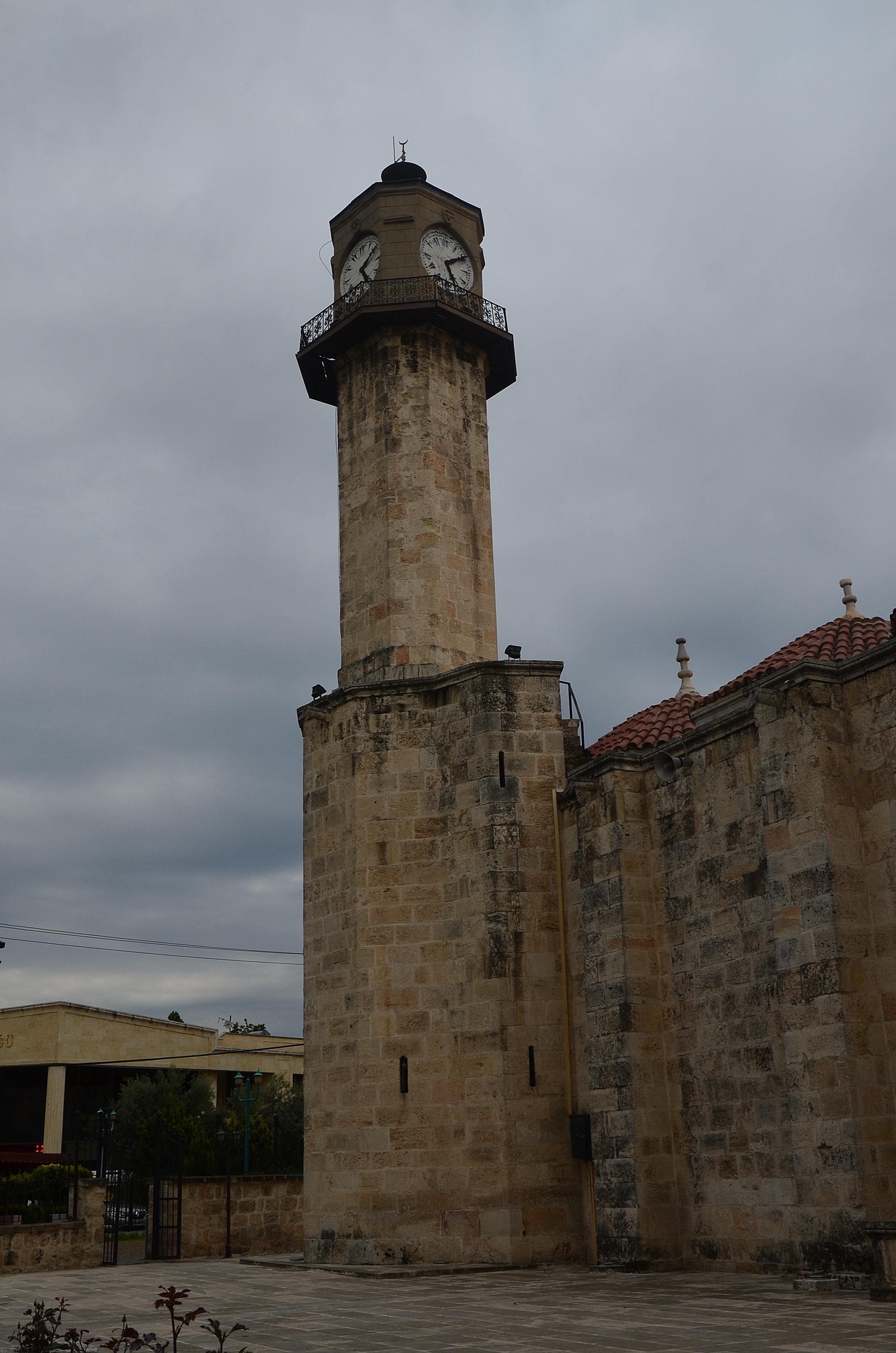
برج ساعت در مسجد جامع طرسوس

## تاریخ
این مسجد در سال ۱۵۷۹ در زمان حکومت عثمانی‌ها ساخته شده بود. سفارش ساخت مسجد، ابراهیم بیگ از سلسله رمضانیان است، رمضانیان سلسله ای ترکمن بودند که قبل از سال ۱۵۱۷ بر منطقه حکومت می‌کردند ولی در بقیه قرن شانزدهم به عنوان خراجگزار و رعیت امپراتوری عثمانی حضور داشتند.

طبق سنگ نوشته اطلاعات مسجد، مسجد قدیمی‌تری در محل مسجد جامع وجود داشته که در زمان حکومت عباسیان (عرب‌ها) در قرن نهم میلادی ساخته شده‌است. پس از تسخیر طرسوس توسط امپراتوری بیزانس، مسجد قدیمی به کلیسا تبدیل شد. اما در قرن چهاردهم رمضان اوغلو، طرسوس را تصرف کرد و در سال ۱۵۷۹ مسجد بازسازی شد. یک بازار سرپوشیده نیز در کنار مسجد در سال ۱۵۷۹ ساخته شد.

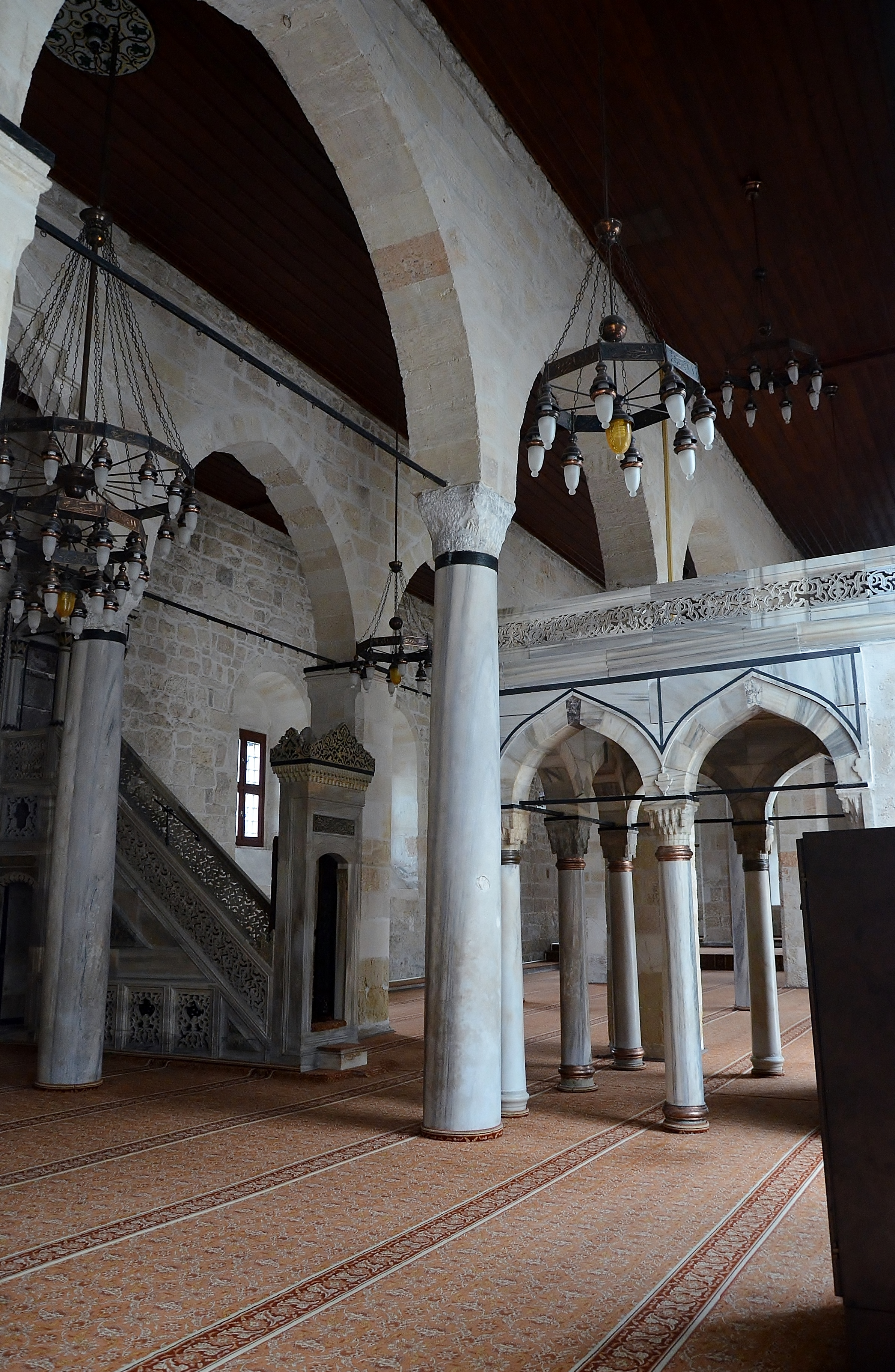
نمای داخلی مسجد جامع طرسوس

## جزییات فنی
ورودی صحن مسجد از طریق یک دروازه سنگ مرمر در شمال آن است. گلدسته ای با ۱۴ ستون برای تحمل ۱۶ گنبد، با کاشی تزیین شده‌است. مصالح ساختمانی مورد استفاده در ساختمان اصلی از سنگ تراشیده شده‌است. ستون‌های ساختمان اصلی با طاق نیمه تیز به نام طاق ایرانی به هم متصل شده‌اند. منبر و محراب (به سمت مکه) از سنگ مرمر ساخته شده‌است.

## مقبره‌ها
در شرق مسجد مقبره‌های مأمون (خلیفه عباسی)، لقمان و شیث از فرزندان آدم وجود دارند.